# Buchema interstrigata
Buchema interstrigata é uma espécie de gastrópode do gênero Buchema, pertencente a família Horaiclavidae.